# Институт непрерывного образования Кембриджского университета
Институт непрерывного образования Кембриджского университета (ICE) — одно из подразделений Кембриджского университета предлагающее университетские программы непрерывного образования на уровнях бакалавриата и магистратуры, начиная от сертификатов высшего образования и заканчивая степенями магистра Кембриджского университета.
ICE располагается в особняке XVI века Мэдингли-Холл, расположенном в трёх милях от центра Кембриджа и является старейшим в мире университетским подразделением специализирующимся на непрерывном образовании, начав свою деятельность в 1873 году. 

## История

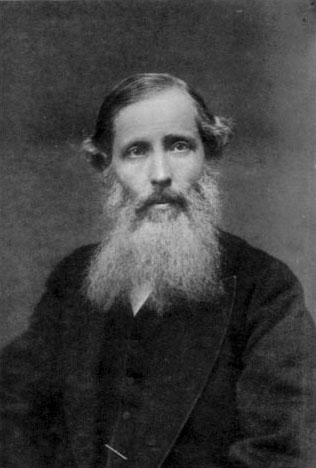
Генри Сиджвик стоял у истоков создания института.

Институт непрерывного образования был основан в 1873 году как Синдикат местных лекций (Local Lectures Syndicate) профессором Кембриджского университета Джеймсом Стюартом. В 1867 году суфражистка Энн Клаф и Северный совет Англии по продвижению высшего образования для женщин поручили Стюарту провести курс лекций в пяти английских городах. Эти лекции положили начало движению по расширению доступа к университетскому образованию. Центры обучения, созданные под руководством учёных Кембриджского университета в таких городах, как Эксетер и Шеффилд, сыграли ключевую роль в создании новых университетских колледжей и стали основой для расширения системы университетов в городах по всей Англии в конце XIX века.
Кембриджский университет официально утвердил движение за расширение доступа к университетскому образованию в 1873 году, когда открыл свой первый курс, начавшийся 8 октября в Дерби. В том же году университет учредил Синдикат местных лекций, в состав которого вошли Джеймс Стюарт, а также Брук Весткотт, Джозеф Лайтфут и Генри Сиджвик. В 1924 году Синдикат местных лекций был переименован в Совет по дополнительному образованию (Board of Extra-Mural Studies) и в 1927 году переехал в недавно построенное здание Stuart House на Милл-Лейн в Кембридже. В 1975 году Совет переместился в Мэдингли-Холл в графстве Кембриджшир.
В августе 1991 года Board of Extra-Mural Studies был переименован в Board for Continuing Education. Своё нынешнее название институт получил 1 января 2001 года.

## Расположение и здания
Институт расположен в деревне Мэдингли, графство Кембриджшир, в историческом здании Мэдингли-Холл, примерно в четырёх милях к западу от Кембриджа. Мэдингли-Холл был построен в 1540-х годах и позже арендован королевой Викторией для молодого принца Уэльского (впоследствии Эдуарда VII), когда он был студентом Кембриджского университета. В здании расположены 14 учебных аудиторий, 62 комнаты для проживания и учебы, а также обеденные залы, где студентам предоставляется питание.

## Место в структуре университета

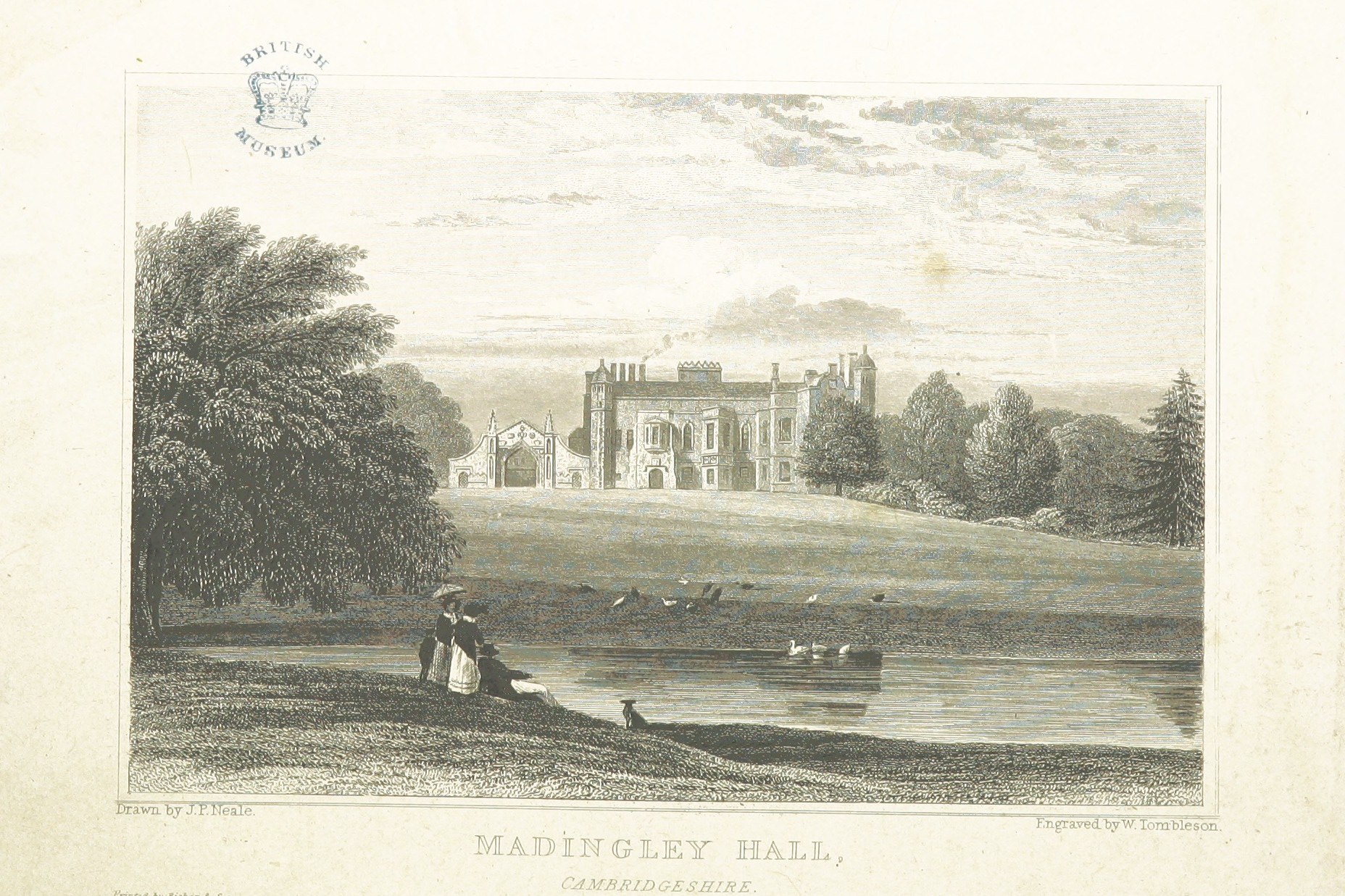
Мэдингли Холл (1824).

Помимо 31 колледжа, в Кембриджском университете действуют более 150 кафедр, факультетов и академических подразделений. Институт является одним из структурных подразделений университета и его работа осуществляется под прямым управлением общего совета Кембриджского университета через управляющий комитет.
Все программы, по завершении которых присваиваются учебные квалификации, ведут к получению дипломов Кембриджского университета и входят в британскую систему накопления и переноса кредитов (Credit Accumulation and Transfer Scheme, CATS).

## Образовательная деятельность

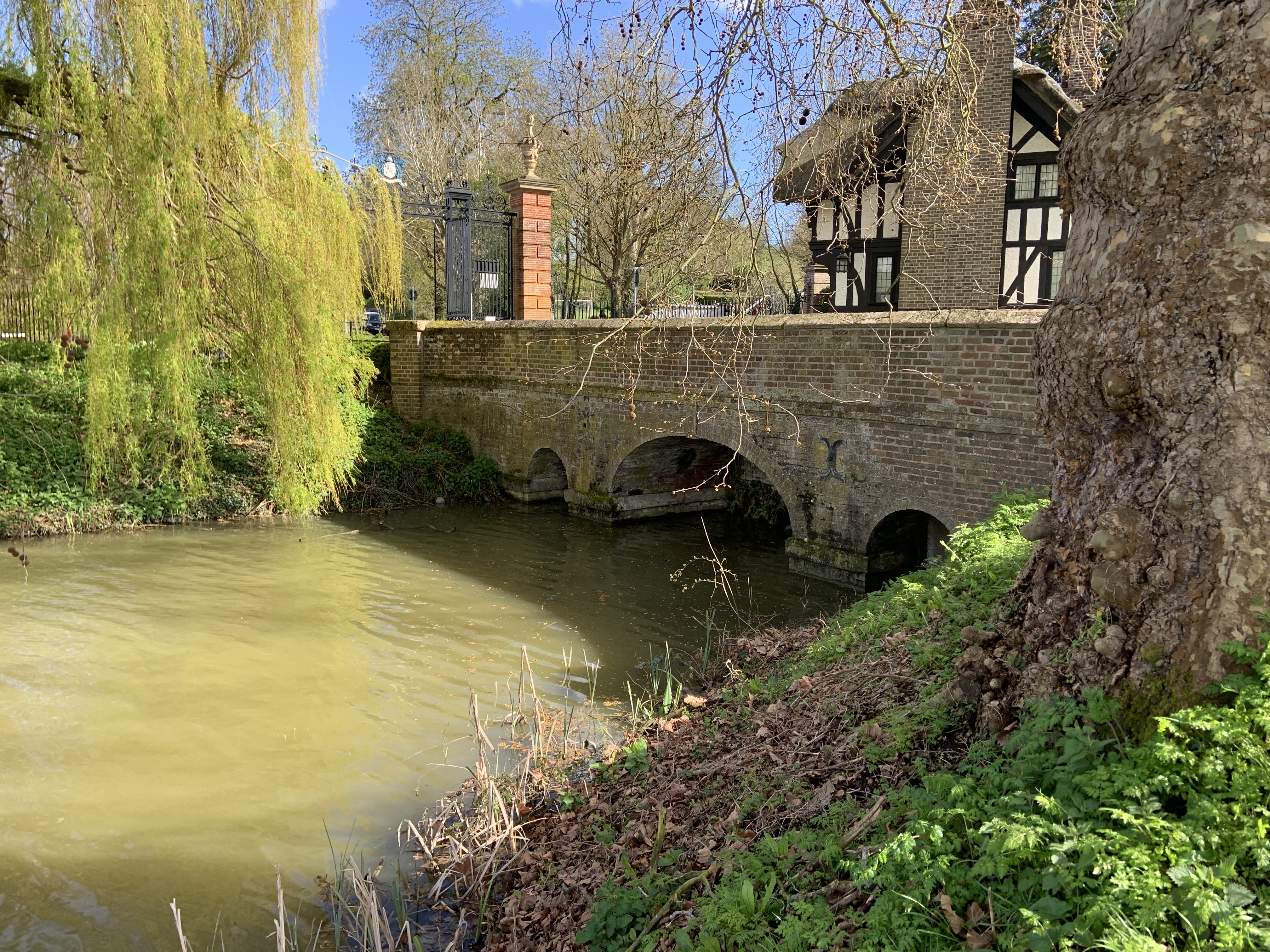
Въезд на территорию института.

Студенты могут получить дипломы высшего образования Кембриджского университета, включая сертификаты высшего образования на уровне бакалавриата и магистратуры, дипломы магистратуры, а также степень Master of Studies, которая предполагает зачисление в один из колледжей Кембриджского университета. В институте работает группа академических директоров, специализирующихся на ключевых дисциплинах; многие из них также преподают в других подразделениях и колледжах Кембриджского университета. Обучение в институте проводят около 300 преподавателей, работающих как в Кембридже, так и за его пределами.

### Программы последипломного образования (Postgraduate)
Институт непрерывного образования Кембриджского университета предлагает годичные программы последипломного образования на условиях неполного учебного дня, соответствующие 7 уровню Национальной рамки квалификаций для высшего образования (FHEQ). Эти курсы предоставляют студентам возможность получить университетскую квалификацию в области искусств, наук или профессиональных дисциплин.
Учебная программа последипломного образования обычно рассчитаны на один академический год и эквивалентны 60 кредитам, что составляет одну треть от объема магистерской программы. Они предназначены для профессионалов, стремящихся углубить свои знания и навыки в конкретной области.

### Магистерские программы

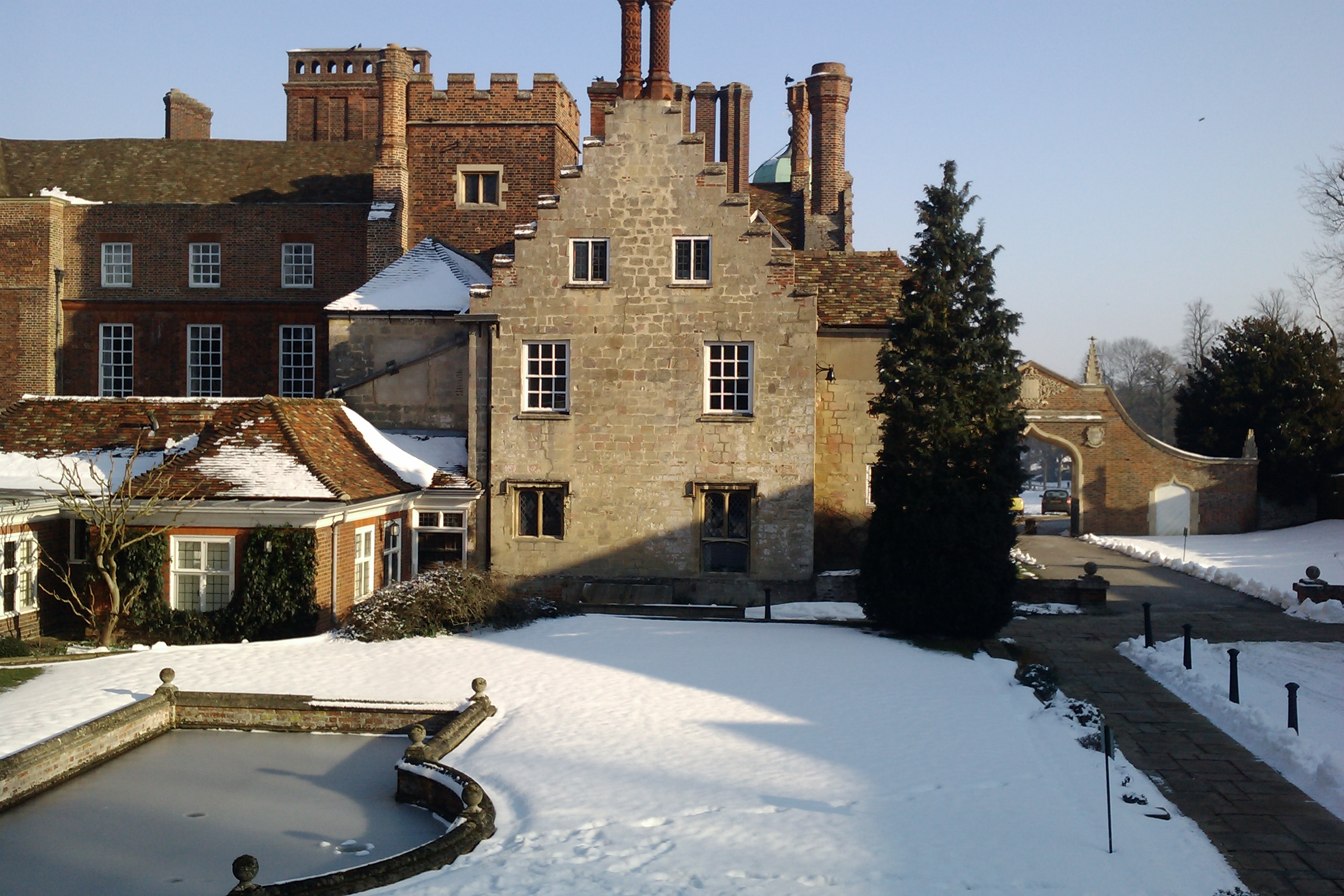
Мэдингли-Холл зимой.

Обучение по магистерским программам Master of Studies (MSt) Кембриджского университета, как правило, длится два года. Университет предлагает широкий выбор магистерских программ в таких областях, как история, международные отношения, криминология, клиническая медицина, геномная медицина, предпринимательство, искусственный интеллект и литература. В 2020 году ICE представил две новые профессионально ориентированные магистерские программы: магистратуру по написанию текстов, охватывающую театральные постановки, поэзию, кино, телевидение, радио и стендап-комедию, а также первую в Великобритании магистерскую программу по ответственному использованию искусственного интеллекта. Студенты магистерских программ также являются членами одного из 31 колледжа Кембриджского университета.

### Программы на уровне бакалавриата (Undergraduate)
Программы на уровне бакалавриата, предлагаемые Кембриджским университетом, охватывают более 30 предметов, и все курсы аккредитованы в рамках британской системы накопления и переноса кредитов (Credit Accumulation and Transfer Scheme, CATS). Учебные программы, по завершении которых присваиваются квалификации на уровне бакалавриата, проходят в формате неполного учебного дня и длятся один академический год.

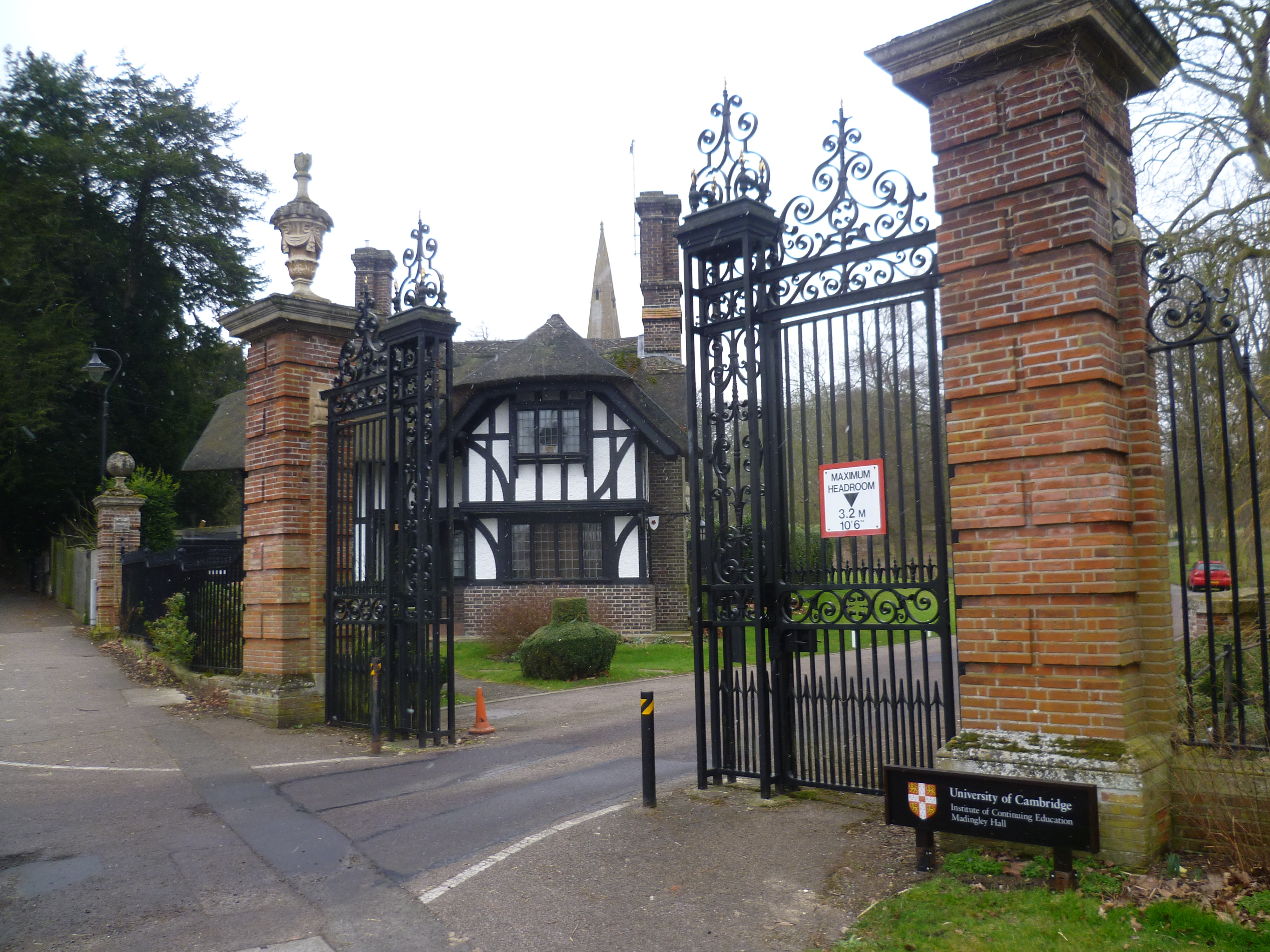
Ворота института непрерывного образования Кембриджского университета.

Сертификат соответствует 4 уровню Национальной квалификационной рамки высшего образования (FHEQ), диплом — 5 уровню, а диплом углубленного уровня — 6 уровню. Университет предлагает сертификаты, дипломы, а также исследовательские дипломы углубленного уровня. Последние рассчитаны на два года обучения и эквивалентны завершению третьего года очного обучения на уровне степени бакалавра искусств.

### Международная летняя программа
Международная летняя программа Кембриджского университета предлагает интенсивное обучение продолжительностью от одной до шести недель. В рамках программы доступно более 200 курсов по одиннадцати направлениям. Ежегодно она привлекает участников из более чем 60 стран мира в возрасте от 18 до 80 лет.

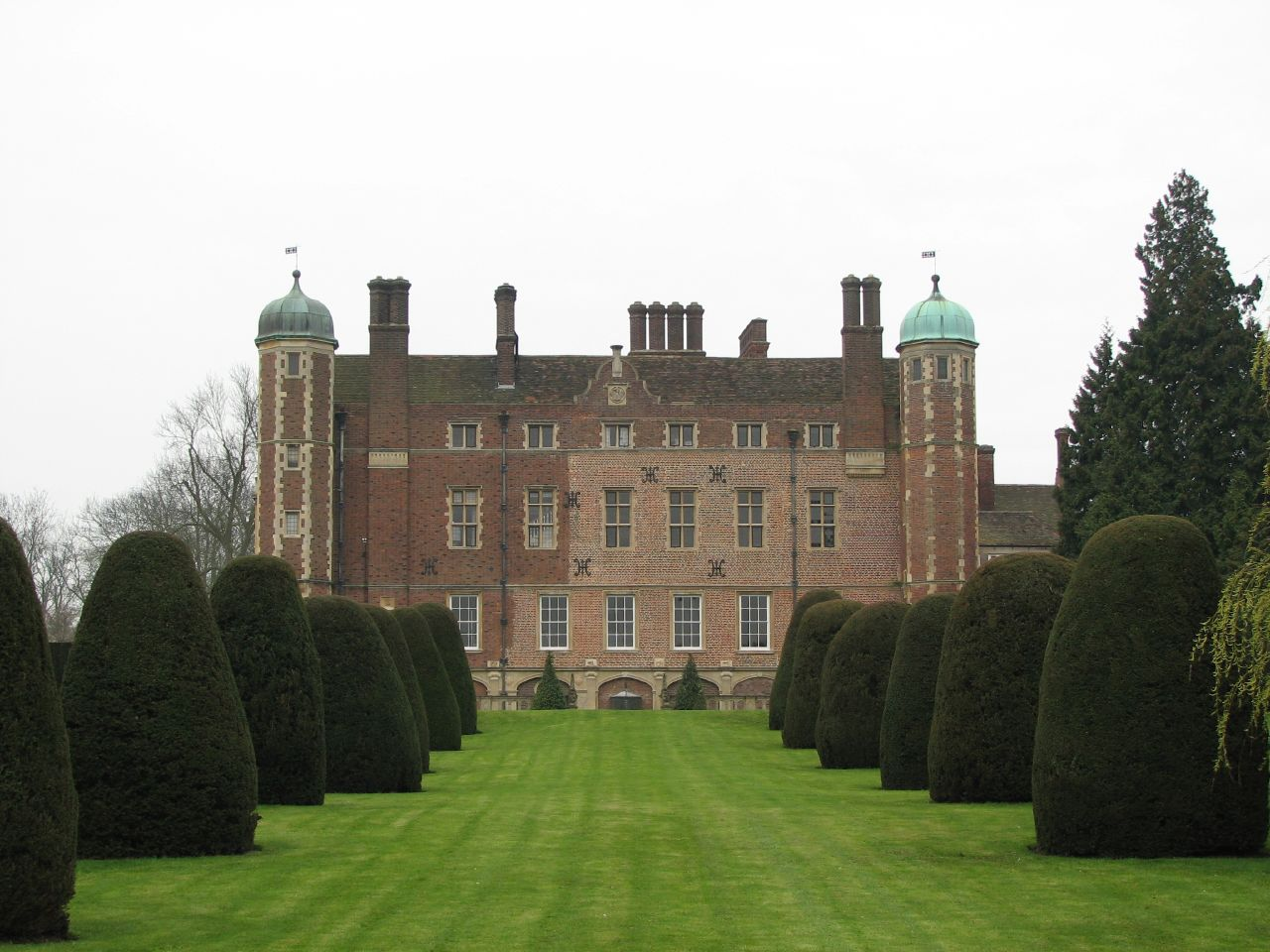
Вид на Мэдингли-Холл со стороны парка.

## Студенты
В 2022–2023 учебном году в ICE обучались 8 798 учащихся, включая 1 237 студентов, получавших образование на уровнях undegraduate (633), postgraduate (183) и получавших степень Master of Studies (423).

### Студенческая жизнь
Студенты undergraduate и postgraduate программ получают студенческий билет Кембриджского университета дающий доступ к библиотеке Кембриджского университета и другим услугам, сервисам и зданиям университета. Студенты могут присоединиться к различным университетским сообществам, таким как, например, Кембриджский союз (Cambridge Union) — старейшему в мире студенческому дискуссионному клубу.
Все студенты Кембриджского университета имеют право на бесплатное посещение Ботанического сада Кембриджского университета при предъявлении студенческого билета. Также они могут воспользоваться скидкой 20% на книги, издаваемые Cambridge University Press, которые продаются в книжном магазине Cambridge University Press Bookshop в Кембридже.

### Статус Alumni
Студенты, успешно завершившие университетские программы длительностью от одного академического года на уровне бакалавриата и магистратуры, получают официальный статус выпускников Кембриджского университета (Alumni) и все связанные с ним привилегии.

## Известные преподаватели и выпускники

### Преподаватели

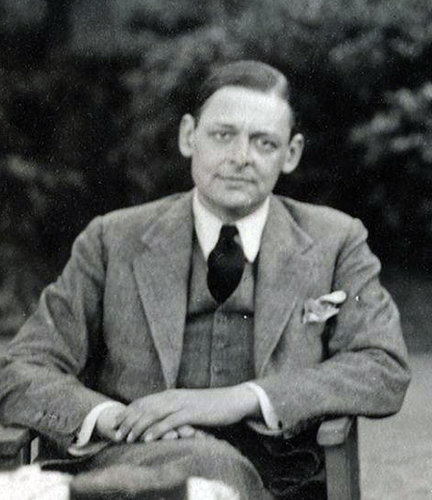
Томас Элиот был лектором в институте.
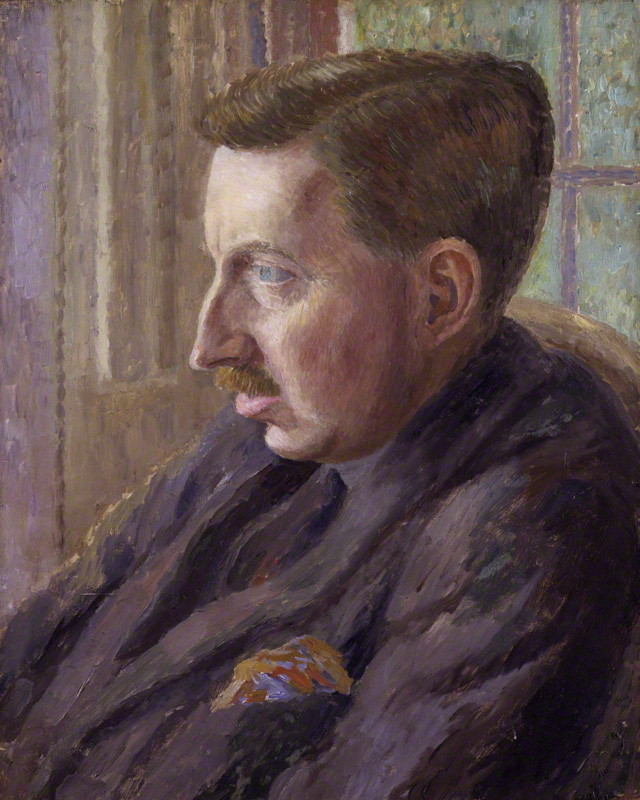
C 1903 по 1910 годы Эдвард Форстер преподавал в ICE.
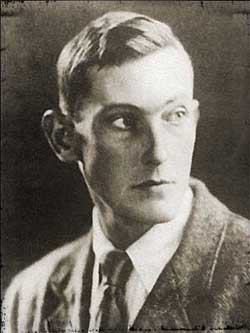
В 1923 году Джордж Мэллори получил должность лектора в институте.

Джон Гобсон изучал политическую экономию в институте.

- Томас Элиот — выдающийся поэт, читал лекции в институте.
- Эдвард Форстер — известный английский романист и эссеист, начал читать лекций в институте в 1903 году, во время работы над романом "Комната с видом".
- Доктор Розмари Хоррокс — приглашенный лектор по истории в ICE.[40]
- Джордж Мэллори — британский альпинист и исследователь читал лекции в ICE в 1923 году, перед своим историческим восхождением на Эверест в 1924 году.[41]
- Кэролайн Мэлоун — археолог и специалист по доисторическому периоду.[42]
- Доктор Крис Смит, британский вирусолог-консультант и основатель научной радиопрограммы и подкаста The Naked Scientists, работает в ICE в качестве научного сотрудника по вопросам общественного понимания науки[43].
- Наташа Пулли — британская писательница, автор популярных романов.[44]

### Выпускники
- Джон Гобсон — знаменитый английский экономист и исследователь.[45]
- Сара Коллинз — автор романа "Исповедь Фрэнни Лэнгтон" (The Confessions of Frannie Langton).[46]
- Аннабель Стэдман — британская пасительница, автор серии книг "Скандар. Похититель единорогов" (Skandar and the Unicorn Thief).[47]